# Ушаково (Омская область)
Ушаково — село в Муромцевском районе Омской области России. Административный центр Ушаковского сельского поселения.

## История
Основано в 1726 году. В 1928 году состояло из 160 хозяйств, основное население — русские. Центр Ушаковского сельсовета Муромцевского района Тарского округа Сибирского края.

## Население
| 1926 | 2010 |
| ---- | ---- |
| 738  | ↘276 |